# Frédéric Pelassy
Frédéric Pelassy est un violoniste français né dans la région parisienne le 25 juin 1972.

## Biographie
Son père musicien l’initie au solfège dès l’âge de quatre ans. Il entreprend ensuite l’étude du violon à l’École Nationale de Musique de Créteil et donne à douze ans son premier concert avec orchestre. Remarqué par Yehudi Menuhin et Georges Cziffra, il devient un « enfant prodige » partageant son temps entre la scène et l’école. 
Après 1986, date à laquelle il est un semi-finaliste remarqué au Concours Paganini de Gènes, il suit un cursus original, accueilli dans plusieurs institutions étrangères mais ne demeurant guère plus de six mois avec chacun de ses maîtres : Michèle Auclair, Sándor Végh, Alberto Lysy, Yehudi Menuhin, Mauricio Fuks, Walter Levin, Zakhar Bron. 
Sa discographie comprend plus de vingt volumes consacrés à des compositeurs allant de Vivaldi à Prokofiev  en passant par Bach, Haendel, Haydn, Mozart, Schubert, Beethoven, Paganini, Mendelssohn, Franck, Brahms, Bruch, Dvořák, Lalo,  Tchaïkovski, Fauré, Debussy, Ysaÿe, or Bartók. Quelques-uns de ses derniers enregistrements sont consacrés à la redécouverte d’œuvres méconnues du répertoire français comme le concerto pour violon et orchestre de Théodore Dubois ou la Suite pour violon, clarinette et piano de Darius Milhaud. 
Son style, jugé par la critique à la fois profond et raffiné, n’est celui d’aucune école. 
Il joue un violon fabriqué par le luthier allemand Stefan-Peter Greiner (en).